# Индийско-мексиканские отношения
Индийско-мексиканские отношения — двусторонние дипломатические отношения между Индией и Мексикой. Страны являются членами Большой двадцатки и Организации Объединённых Наций.

## История
Во время колониальной эры контакты между странами осуществлялась через Испанскую империю, которая используя манильские галеоны организовала торговлю с индийцами и доставляла продукцию в Новую Испанию (современная Мексика). В 1500-х годах несколько сотен индийцев были взяты в рабство и направлены в Мексику. В 1600-х годах в Мексике португальскими пиратами была похищена индианка, известная как Катарина де Сан-Хуан, и доставлена на Филиппины. Оттуда её привезли в Мексику и продали мужчине в штате Пуэбла; на основе традиционных платьев, которые она носила, в штате было создано платье — китайская поблана.
В 1947 году Мексика стала первой латиноамериканской страной, признавшей независимость Индии от Великобритании. 1 августа 1950 года страны установили дипломатические отношения, а в следующем году Мексика открыла посольство в Дели. Чтобы показать важность новых отношений между странами, первым послом Мексики в Индии стал бывший президент Эмилио Портес Хиль. В 1962 году лауреат Нобелевской премии по литературе Октавио Пас был назначен послом в Индии.
В 1961 году премьер-министр Джавахарлал Неру стал первым главой индийского государства, посетившим Мексику. В 1962 году президент Мексики Адольфо Лопес Матеос посетил Индию с официальным визитом. Затем, между лидерами обеих стран было осуществлено ещё много визитов на высоком уровне. В 1961 году во время конфликта на Гоа, когда напряжённость между Индией и Португалией резко возросла, Мексика предложила индийскому правительству помощь в оказании давление на португальцев.
Страны тесно сотрудничают в нескольких многосторонних организациях. Сорт мексиканской пшеницы сонора сыграл ключевую роль в «Зелёной революции» в Индии. В 2010 году Индия открыла культурный центр в Мехико, где представлены различные аспекты индийской культуры и образа жизни.

## Визиты на высоком уровне
Из Индии в Мексику:

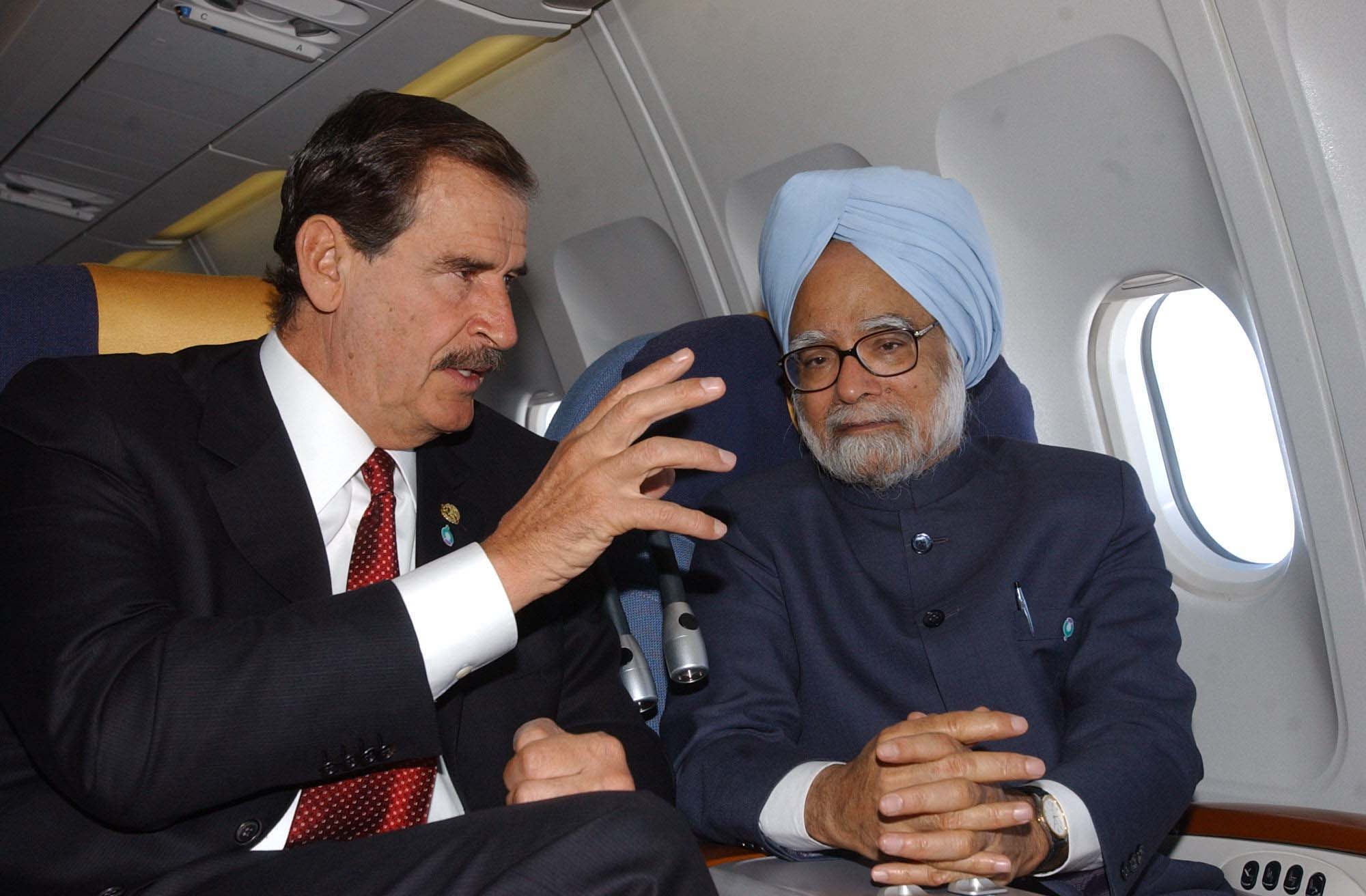
Президент Мексики Висенте Фокс и премьер-министр Индии Манхоман Сингх на встрече в 2005 году.

- Премьер-министр Джавахарлал Неру (1961 год);
- Премьер-министр Индира Ганди (1981 год);
- Президент Заил Сингх (1984 год);
- Премьер-министр Раджив Ганди (1986 год);
- Президент Пратибха Патил (2008 год);
- Премьер-министр Манмохан Сингх (2012 год);
- Премьер-министр Нарендра Моди (2016 год).

Из Мексики в Индию:
- Президент Адольфо Лопес Матеос (1962 год);
- Президент Луис Эчеверриа (1975 год);
- Президент Хосе Лопес Портильо (1981 год);
- Президент Мигель де ла Мадрид (1985 год);
- Президент Фелипе Кальдерон (2007 год).

## Двусторонние соглашения
Между странами подписано множество двусторонних соглашений, таких как: Соглашение о культурном сотрудничестве (1975 год); Соглашение о научно-техническом сотрудничестве (1975 год); Соглашение об экономическом и финансовом сотрудничестве (1982 год); Соглашение о туристическом сотрудничестве (1996 год); Меморандум о взаимопонимании в области коммуникационного сотрудничества (1996 год); Соглашение о культурных и образовательных обменах (2005 год); Соглашение о безвизовом режиме для владельцев официальных и дипломатических паспортов (2005 год); Договор об экстрадиции (2006 год); Соглашение о привлечении и взаимной защите инвестиций (2007 год) и Соглашение о воздушном сообщении (2008 год).

## Торговля
В 2018 году объём товарооборота между странами составил сумму 10 миллиардов долларов США. Экспорт Индии в Мексику: текстиль, драгоценные камни, ювелирные изделия, кожа и программное обеспечение. Экспорт Мексики в Индию: нефть, оборудование, удобрения и химикаты. В период с 1999 по 2014 год индийские компании инвестировали в экономику Мексики 68,9 млн долларов США. С 2009 по 2011 год мексиканские компании инвестировали в Индию 282 миллиона долларов США. В Индии представлены несколько мексиканских транснациональных компаний, таких как: «Cinépolis», «Gruma», «Grupo Bimbo», «KidZania» и «Nemak». Около 174 индийских компаний представлены в Мексике.

## Дипломатические миссии
- Индия имеет посольство в Мехико[9].
- Мексика содержит посольство в Нью-Дели[10].